# 21世纪性爱指南
《21世紀性愛指南》（英語：A Girl's Guide to 21st Century Sex，又译21世紀性愛指南完全手冊），英国纪录片，讲述人类性行为，共8集，在英國第五台周一晚间11时零5分播放，每集片长45分钟（含广告）。该片于2006年10月30日开播，同年12月18日停播。
每一集除了讲述一种体位以及一种性病外，还会讨论别的话题。片中有男女身体的近距离拍摄画面，还有阴道内的摄像机拍摄的性交和射精的镜头，由澳大利亚色情演员伊丽莎白·劳伦斯（Elizabeth Lawrence）和英国色情演员斯蒂芬·哈德（Stefan Hard）主演。本片制作人凯瑟琳·胡德（Catherine Hood）是英国伦敦聖喬治醫院（St George's Hospital）的一名專家助理，在性健康领域有15年研究经验。
本片于2009年5月6日至9月中旬在韩国健康网站kormedi.com重播。

## 集数
| 集数 | 话题                                                                                        | 播出日期       |
| ---- | ------------------------------------------------------------------------------------------- | -------------- |
| 1    | - 潮吹 - 口交 - 体位：正常体位 - 阴道内部 - 性病：淋病 - 性与肥胖 - 女同性恋                | 2006年10月30日 |
| 2    | - 陰蒂 - 体位：後背體位 - 阴茎增长术 - 性病：人類乳突病毒 - 阴茎损伤修复（成形术） - 舐陰   | 2006年11月6日  |
| 3    | - G点 - 性角色扮演 - 体位：侧滑式 - 性病：披衣菌感染 - 小阴茎性交 - 孕期性交                | 2006年11月13日 |
| 4    | - 男性自慰 - 体位：反向女牛仔 - 性病：佩羅尼氏病 - 残疾人士性交 - 女性多重性高潮 - 性与性药 | 2006年11月20日 |
| 5    | - 密宗性爱 - 体位：側入體位 - 勃起问题 - 皮肤的性敏感区域 - 性病：梅毒 - 肛交               | 2006年11月27日 |
| 6    | - 群交 - 体位：X体位 - 性病：硬化性苔癣 - 按摩棒 - 綁縛                                     | 2006年12月4日  |
| 7    | - 春药 - 体位：懒狗式 - 性病：陰蝨 - 高龄性爱 - 性器肌肉锻炼 - 公厕男同性恋                 | 2006年12月11日 |
| 8    | - 阴道重建 - 体位：对面坐位 - 变性 - 精子                                                   | 2006年12月18日 |

## 反响
有21人向通讯管理局投诉称，片中镜头过于暴露，违反英国淫秽物品相关法律，向女性传达不适信息，属于依法应禁播的R18内容。管理局则认为，并无任何规定禁止在免费电视节目中播放性爱镜头，此外，这些镜头是为了向观众传播性知识。因此，管理局裁定该节目未违反规定。